# Makalu
A Makalu a Föld 5. legmagasabb hegycsúcsa a Himalája hegységben a Csomolungmától 22 km-re keletre, a kínai-nepáli határon. Az önmagában álló hegy alakja egy négyoldalú piramist formáz, s a magasságát sokszor tévesen adják meg 8481/8485 m-nek, az elfogadott érték 8462 m. A Makalu két csúcsból áll: a központi csúcstól kb. 3 km-re észak-északkeletre található a Kangcsungce (Makalu II) a 7678 m-es „mellékcsúcs”. Neve nepáli nyelven: मकालु; kínai nyelven Makaru; kínaiul: 马卡鲁山, pinyin: Mǎkǎlǔ Shān.

## Mászások története

Makalu 3D

- 1954 tavaszán történt az első kísérlet egy amerikai expedíció keretében (vezetője: W. Siri), amely a délkeleti gerinc felől próbálkozott a mászással, de kénytelenek voltak visszafordulni 7100 m-es magasságban az állandósuló viharok miatt.
- 1955. május 15-én egy francia expedíció (vezetője: Jean Franco) két tagja, Lionel Terray és Jean Couzy elérte a központi csúcsot. Másnap J. Franco, G. Magnone és Sirdar Gyaltsen Norbu is követte őket, valamint 17-én Bouvier, S. Coupe, Leroux és A. Vialatte is sikerrel járt. A francia mászócsoport a hegy északi oldalán és az északkeleti gerincen jutottak fel a Makalu és a Kangcsungce közötti nyeregben, ezzel megalkotva a standard útvonalat.
- 1971 májusában a technikailag rendkívül nehéz nyugati pilléren keresztül érte el a csúcsot B. Mellet és Y. Seigneur.
- 1970. május 23-án egy japán expedíció a délkeleti gerinc irányából elsőként megmászta a hegyet (Y. Ozaki, A. Tanaka).
- 2006. január 27. körül a híres francia hegymászó, Jean-Christophe Lafaille eltűnt az első téli hódítási kísérlet közben.
- 2008. A magyarok közül elsőként Erőss Zsolt és Barna Dániel érte el a csúcsot.